# Хипхопиум вол.1
Хипхопиум вол.1 је први соло албум српског репера Ђуса (енгл. Juice), који је издао 2002. године. Албум је изашао пет година после албума На нивоу групе Фул мун (енгл. Full Мoon), чији је Ђус био члан. На албуму се налазе 22 песме.

## Песме
На албуму се налазе следеће песме: